# 北见健
北见健是一位出生于日本的游戏制作人，目前隶属于日本光荣公司。

## 简介
北见健于1992年进入光荣公司，曾担任《光荣赛马3》、《光荣赛马4》的监督，并任《太阁立志传IV》的制作人。此后，任《三国志X》、《三国志11》、《信长之野望·天道》等作品的主要制作人。目前其担任制作人的最新作品为即将推出的《三国志14》。

## 作品

### 监督
- 光荣赛马3
- 光荣赛马4

### 制作人
- 太阁立志传IV
- 三国志X
- 三国志11
- 信长之野望·天道

## 关联项目
- 光荣